# Адетокунбо, Яннис
Яннис Адетокунбо (греч. Γιάννης Αντετοκούνμπο; род. 6 декабря 1994 года в Афинах, Греция) — греческий баскетболист нигерийского происхождения, игрок клуба НБА «Милуоки Бакс». Выступает на позиции форварда, однако, обладая навыками розыгрыша мяча, также может играть на позиции защитника. Спортивное прозвище — «Грик Фрик» (англ. Greek Freak). Был выбран на драфте 2013 года командой «Милуоки Бакс» под общим 15-м номером. Участник семи Матчей всех звёзд. В сезоне 2016/17 стал первым в истории НБА баскетболистом, который вошел в топ-20 лучших игроков сезона по очкам, подборам, передачам, перехватам и блок-шотам.
Его братья Танасис и Костас также являются баскетболистами.

## Профессиональная карьера

### Филатлитикос (2012—2013)
Начал выступать в юношеской команде «Филатлитикос», представляющий вторую лигу чемпионата Греции в сезоне 2012/13. В декабре 2012 года, когда игроку исполнилось 18 лет, он подписал четырёхлетний контракт с командой испанской лиги «Сарагоса». Контракт оценивался в €250 000 за год, в сезоне 2016/17 был опциональным. Особая статья контракта была рассчитана на предложения из НБА или команды, выступающей в Евролиге. Остаток сезона 2012/13 провёл в «Филатлитикосе».
В сезоне 2012/13 в «Филатлитикосе» в среднем бросал с процентом в 46,4 % с игры (62,1 % с двухочковой дистанции, 31,3 % с трёхочковой, 72 % с линии штрафных), проводя на площадке 22,5 минуты. В среднем набирал 9,5 очков, совершал 5 подборов, отдавал 1,4 результативных передач, совершал 0,7 перехвата и 1 блок-шот за 26 матчей. Индекс выступлений PIR составлял 8,3. Голосованием тренеров был выбран для участия в матче всех звёзд чемпионата Греции 2013 года. Кроме выступлений за молодёжную команду «Филатлитикоса», выступал ещё и за основной состав.

### «Милуоки Бакс» (с 2013)
28 апреля 2013 года официально объявил, что примет участие в драфте НБА 2013 года, предполагалось, что он будет выбран в первом раунде. Был выбран на драфте 2013 года командой «Милуоки Бакс» под общим 15-м номером. 30 июля 2013 года подписал с «Бакс» контракт для новичка НБА.
16 октября 2014 года «Бакс» использовали опцию контракта для новичка и продлили его на сезон 2015/16.
22 февраля 2016 года 21-летний Адетокунбо сделал свой первый трипл-дабл в НБА — 27 очков, 12 подборов и 10 передач в матче против «Лейкерс» (108—101). В течение следующих трёх недель сделал ещё три трипл-дабла, всего в сезоне 2015/16 на счету Адетокунбо было пять трипл-даблов. Однако «Милуоки» с результатом 33-49 занял только 12-е место в Восточной конференции и не вышел в плей-офф.

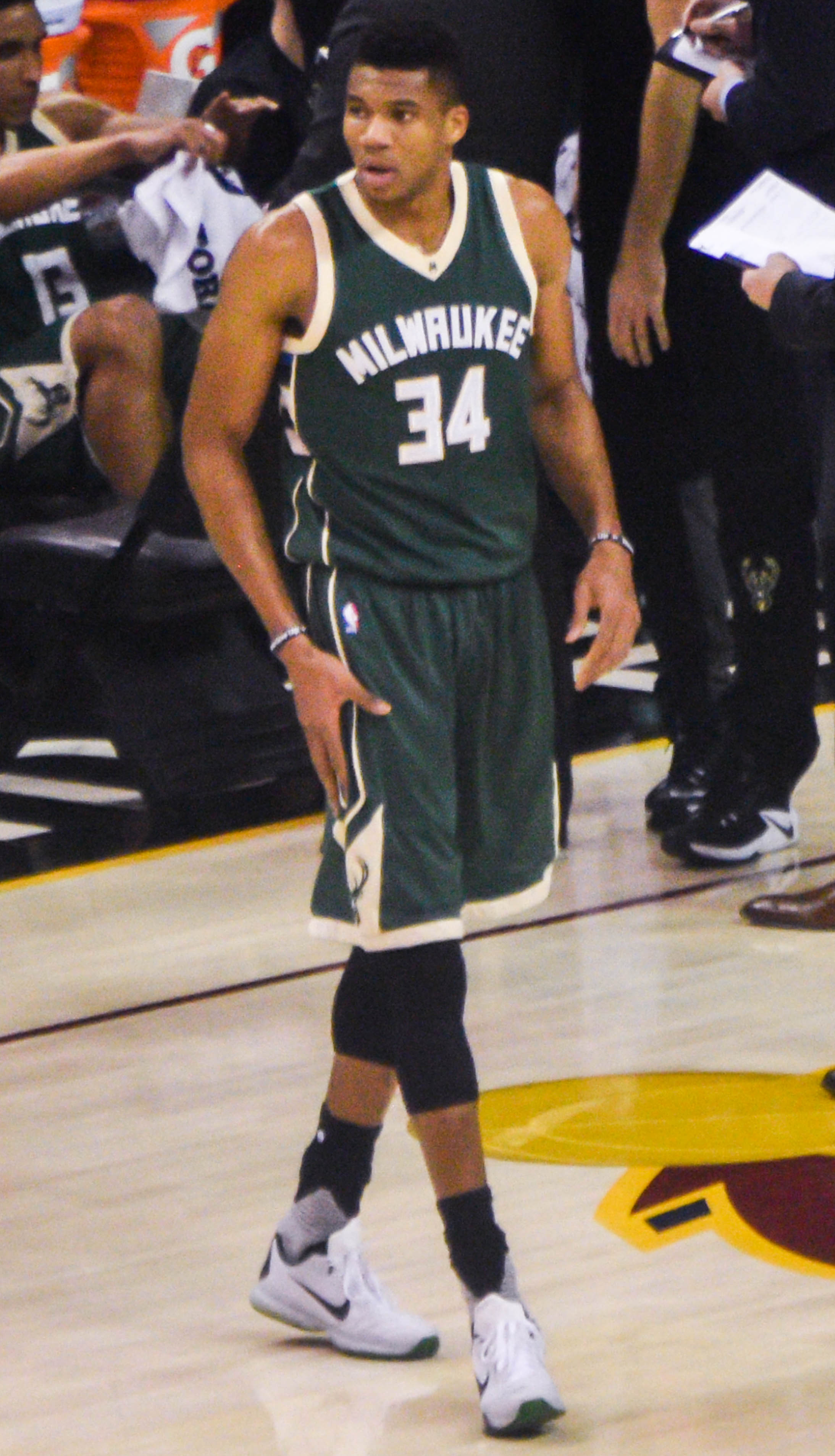
Яннис в декабре 2016 года

В сезоне 2016/17 Адетокунбо впервые был выбран на матч всех звёзд НБА, также он был признан самым прогрессирующим игроком (первым в истории «Бакс») и был включён во вторую сборную всех звёзд и во вторую сборную звёзд защиты. В марте 2017 года был признан лучшим игроком Восточной конференции. С результатом 42-40 «Милуоки» занял 6-е место в Восточной конференции. Однако в плей-офф «Бакс» уже в первом раунде в шести матчах уступили «Торонто».

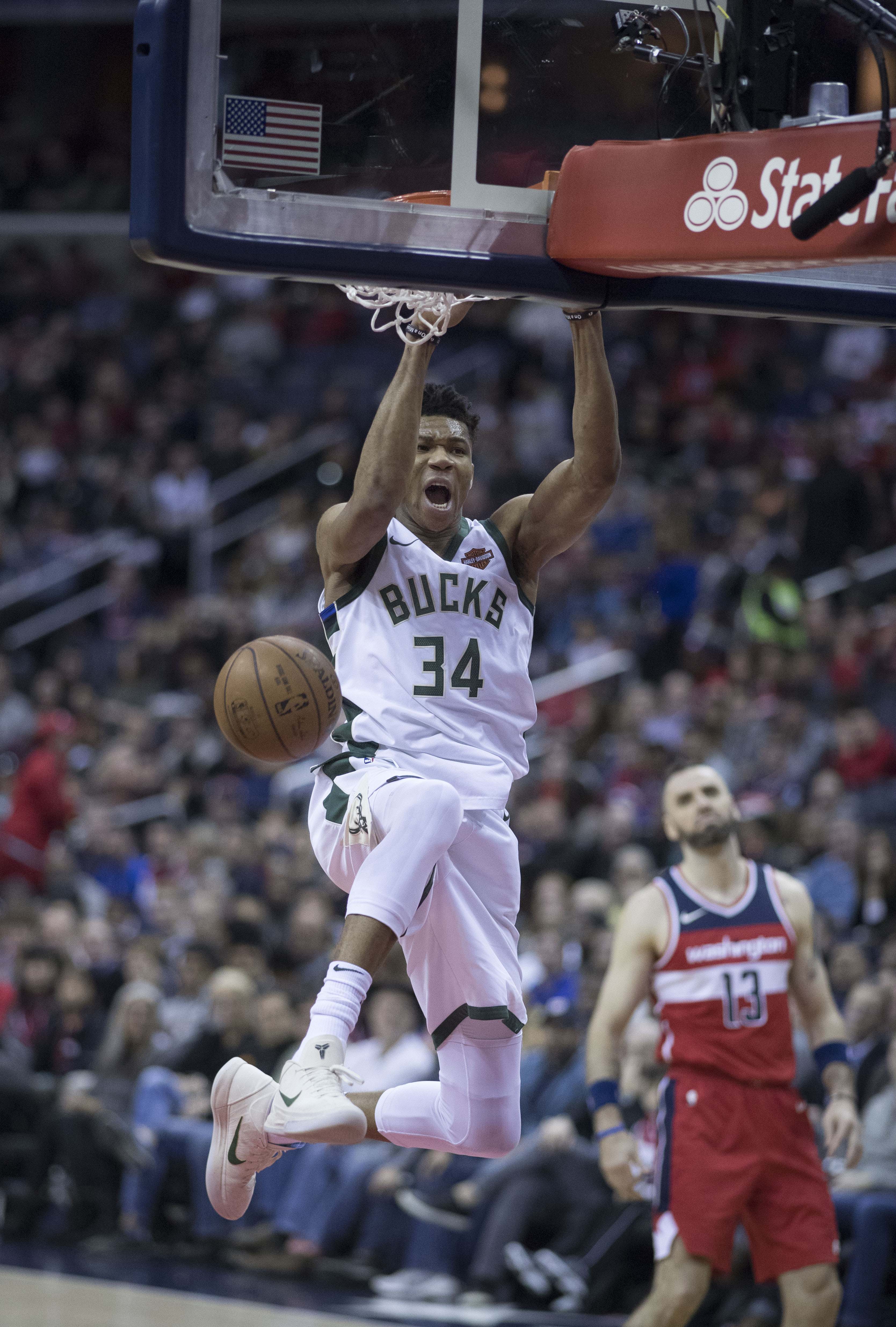
Данк Янниса в январе 2018 года в матче против «Вашингтона»

В сезоне 2017/18 стал первым в истории НБА игроком, чьи статистические показатели очки-подборы-передачи в пяти стартовых матчах сезона составили 36,8 очка, 10,8 подбора и 5,3 результативных передачи (35+10+5). В сезоне 2017/18 второй раз подряд был выбран матч всех звёзд НБА, а также был включён во вторую сборную всех звёзд. Всего в регулярном сезоне Адетокунбо провёл 75 матчей, в среднем играя по 36,7 минуты, набирая 26,9 очка и делая 10,0 подбора, 4,8 передачи, 1,5 перехвата, 1,4 блок-шота. «Милуоки» закончил чемпионат с результатом 44-38 на 7-м месте в Восточной конференции. В первом раунде плей-офф «Бакс» в семи матчах уступили «Бостону». Яннис в семи матчах плей-офф в среднем набирал 25,7 очка и делал 9,6 подбора, 6,3 передачи и 1,4 блок-шота.
24 октября 2018 года в матче против «Филадельфии» (123—108) 23-летний сделал трипл-дабл — 32 очка, 18 подборов и 10 передач. 4 ноября сделал второй трипл-дабл в сезоне — 26 очков, 15 подборов и 11 передач в матче против «Сакраменто Кингз» (144—109). Был признан лучшим игроком месяца Восточной конференции за октябрь-ноябрь 2018 года. Адетокунбо стал первым игроком в истории «Бакс», кто признавался лучшим игроком месяца более одного раза. 29 декабря 2018 года сделал третий трипл-дабл в сезоне — 31 очко, 10 подборов и 10 передач в матче против «Бруклин Нетс» (129—115). 5 января набрал 43 очка и сделал 18 подборов в матче против «Торонто» (116—123). 16 января 2019 года сделал трипл-дабл (12 очков, 10 подборов и 10 передач), проведя на площадке в игре против «Майами Хит» (124-86) всего 25 минут. 5 ноября в игре против «Миннесоты Тимбервулвз» (102—115) провёл на площадке 34 минуты, за которые сумел совершить очередной в своей карьере трипл-дабл из 26 очков, 14 подборов и 11 результативных передач, сумев помочь своей команде одержать победу.

#### Огорчение в плей-офф (2022/2023)
22 октября во второй игре сезона 2022/23 Адетокунбо набрал 44 очка и 12 подборов, реализовав 17 из 21 бросков с игры, сыграв менее 28 минут в победе над «Хьюстон Рокетс» со счетом 125—105; это пятый случай в истории НБА, когда игрок набирает не менее 44 очков, сыграв менее 28 минут. Он реализовал 8 из 13 штрафных бросков с линии штрафных бросков, доведя свое количество штрафных бросков до 3 508, обогнав Сидни Монкрифа, который сделал 3 505 штрафных бросков в составе «Бакс», и став лидером по количеству штрафных бросков в клубе. Уже в следующей игре Адетокунбо набрал 43 очка, 14 подборов, 5 передач и 3 блока в победе над «Бруклин Нетс» со счетом 110:99; 34 из его очков пришлись на вторую половину, когда «Бакс» превратили 12-очковое отставание в перерыве в 11-очковую победу. 4 ноября Адетокунбо оформил свой 30-й трипл-дабл, набрав 26 очков, 14 подборов и 11 передач в победе над «Миннесотой Тимбервулвз» со счетом 115—102, что стало лучшим началом сезона в истории «Милуоки Бакс» — 8-0. 28 декабря Адетокунбо набрал 45 очков, взял рекордные в карьере 22 подбора и сделал 7 передач в овертайме в матче с «Чикаго Буллз» (119:113). В следующей игре Адетокунбо набрал 43 очка, сделал 20 подборов и 5 передач в победе над «Миннесотой Тимбервулвз» (123:114). Он присоединился к Уилту Чемберлену и Элджину Бэйлору как единственный игрок в истории НБА, в матчах которого подряд набиралось не менее 40 очков, 20 подборов и 5 передач. Адетокунбо также стал седьмым игроком, набравшим в нескольких матчах 40 очков, 20 подборов, 5 передач и 60 % попаданий с игры. Со времен слияния НБА и АБА в сезоне 1976/77 Чарльз Баркли и Адетокунбо — единственные игроки, которым удавалось сделать это несколько раз.
3 января 2023 года Адетокунбо набрал 55 очков, 10 подборов и 7 передач в победе над «Вашингтон Уизардс» со счетом 123:113. На следующий вечер Адетокунбо оформил свой 31-й трипл-дабл в карьере, набрав 30 очков, 21 подбор и 10 передач в овертайме в матче с «Торонто Рэпторс» со счетом 104:101. Он сравнялся с Джоном Хавличеком и Дрэймондом Грином, заняв 15-е место в списке по количеству трипл-даблов за карьеру в НБА. Адетокунбо также стал первым игроком, набравшим 200+ очков, 80+ подборов и 30+ передач за 5 игр со времен Карима Абдул-Джаббара в 1972 году. 23 января Адетокунбо был назван капитаном Восточной конференции на Игре всех звезд НБА 2023 года, что стало его седьмым вызовом.

#### Рекорды франшизы и MVP Кубка НБА (с 2023)
23 октября 2023 года Адетокунбо подписал с «Бакс» трехлетний контракт на сумму 186 миллионов долларов. 9 ноября Адетокунбо набрал 54 очка и сделал 12 подборов в матче с «Индианой Пэйсерс» (126:124). Он также присоединился к Майклу Джордану как единственный игрок со времен слияния АБА и НБА, набравший за свою карьеру как минимум восемь матчей с 50 очками и 10 подборами. 18 ноября Адетокунбо набрал 40 очков, 15 подборов и 7 передач в победе над «Даллас Маверикс» со счетом 132—125. Он стал самым молодым игроком (28 лет, 347 дней), набравшим 16 000+ очков, 7 000+ подборов и 3 000+ передач за карьеру в НБА. 20 ноября Адетокунбо набрал 42 очка, 13 подборов и 8 передач в победе над «Вашингтон Уизардс» со счетом 142—129. Он также сравнялся с Каримом Абдул-Джаббаром по количеству игр, в которых он набирал не менее 30 очков, делал 10 подборов и пять передач в истории «Бакс». 13 декабря Адетокунбо набрал рекордные для «Бакс» 64 очка и 14 подборов в победе над «Индианой Пэйсерс» со счетом 140:126. Он стал первым игроком со времен Шакила О’Нила в 2000 году, набравшим 60 с лишним очков, не забросив ни одного трехочкового броска. Адетокунбо также стал первым игроком в истории НБА, сделавшим не менее 20 бросков с игры и 20 штрафных бросков при 70 % точности бросков и выше.
17 декабря Адетокунбо набрал 26 очков и сделал 17 подборов в победе над «Хьюстон Рокетс» со счетом 128:119. Он также обошел Карима Абдул-Джаббара и стал абсолютным лидером по подборам в истории «Бакс». 19 декабря Адетокунбо сделал максимальные в карьере 16 передач, 14 подборов и 11 очков, оформив свой 37-й трипл-дабл в карьере в победе над «Сан-Антонио Сперс» со счетом 132:119.
24 января 2024 года Адетокунбо сделал свой 42-й трипл-дабл, набрав 35 очков, 18 подборов, 10 передач и 2 блока в победе над «Кливленд Кавальерс» со счетом 126—116. 25 января Адетокунбо был назван капитаном Восточной конференции на Игре всех звезд НБА 2024 года, что стало для него восьмым подряд выбором и четвертым в качестве капитана. 26 марта Адетокунбо сделал свой 44-й трипл-дабл в карьере, набрав 29 очков, 21 подбор, 11 передач и 3 блока в матче с «Лос-Анджелес Лейкерс» (128:124). 9 апреля Адетокунбо получил травму икры и пропустил остаток регулярного чемпионата, а также всю серию плей-офф НБА 2024 года.
13 ноября 2024 года Адетокунбо набрал 59 очков, сделал 14 подборов и семь передач в матче с «Детройт Пистонс». 16 ноября он набрал 22 очка, сделал 15 подборов и 12 передач в матче с «Шарлотт Хорнетс». 22 ноября Адетокунбо набрал 37 очков, сделал 10 подборов и 11 передач в матче с «Индиана Пэйсерс». 30 ноября он сделал свой третий трипл-дабл в шести матчах, набрав 42 очка, 12 подборов и 11 передач в победе над «Вашингтон Уизардс» со счетом 124—114. 17 декабря Адетокунбо и «Бакс» выиграли Кубок НБА со счетом 97-81 у «Оклахома-Сити Тандер», причем Адетокунбо получил награду MVP турнира и был выбран в состав сборной турнира. Он оформил трипл-дабл, набрав 26 очков, 19 подборов и 10 передач.
2 января 2025 года в матче с «Бруклин Нетс» (113:110) Адетокунбо набрал 27 очков, реализовав 12 из 24 бросков с игры, сделал 13 подборов, семь передач и три блока. Это была его 26-я игра подряд, в которой он набирал не менее 20 очков при 50 % и более попаданий с игры — самая длинная серия в истории НБА. 8 января Адетокунбо набрал 25 очков, сделал 16 подборов и восемь передач в победе над «Сан-Антонио Сперс» со счетом 121:105. Это был его 432-й дабл-дабл в карьере, и он обошел Карима Абдул-Джаббара по количеству дабл-даблов в истории «Бакс».
25 апреля 2025 года Адетокунбо набрал 37 очков, 12 подборов и 6 передач в матче против «Индианы Пэйсерс» (117:101). Это первая победа для игрока в матче плей-офф с 2022 года.

## Карьера в национальной сборной
Адетокунбо выступал за сборную Греции различных возрастов. Играл на юношеском чемпионате Европы 2013 года. Сборная Греции заняла пятое место (8 побед и 2 поражения). Яннис в 10 матчах набирал 8,0 очка и делал 7,6 подбора и 2,2 передачи. Стал вторым на турнире по подборам в защите (7,0).
В 2014 году дебютировал за взрослую сборную Греции на чемпионате мира в Испании. Греки выиграли все пять матчей в группе, но в 1/8 финала уступили Сербии (72-90). Адетокунбо играл в среднем по 15,7 минуты и набирал 6,3 очка и делал 4,3 подбора.
В сентябре 2015 года Адетокунбо был основным игроком сборной Греции на чемпионате Европы. Греки вновь выиграли все матчи в группе, а затем в 1/8 финала обыграли бельгийцев (75-54). Однако в 1/4 финала в равной игре греки уступили будущим чемпионам испанцам (71-73). В матче за пятое место греки обыграли Латвию (97-90). В 8 матчах Адетокунбо играл в среднем по 24,4 минуты, набирал 9,8 очка и делал 6,9 подбора и 1,1 передачи. На турнире Адетокунбо сделал три дабл-дабла, в матче против испанцев сделал 17 подборов.
Играл в квалификационном турнире Олимпийских игр 2016 года. В трёх матчах играл в среднем по 24,7 минуты, набирал 15,3 очка и делал 5,7 подбора, 2,0 передачи, 2,0 блок-шота.
23 июля 2025 года Яннис Адетокунбо был включен в состав сборной Греции на Евробаскет-2025. 15 августа 2025 года было объявлено, что Адетокунбо примет участие в товарищеском матче сборных Греции и Латвии, который пройдет 20 августа в рамках подготовки к Евробаскету. 

## Личная жизнь

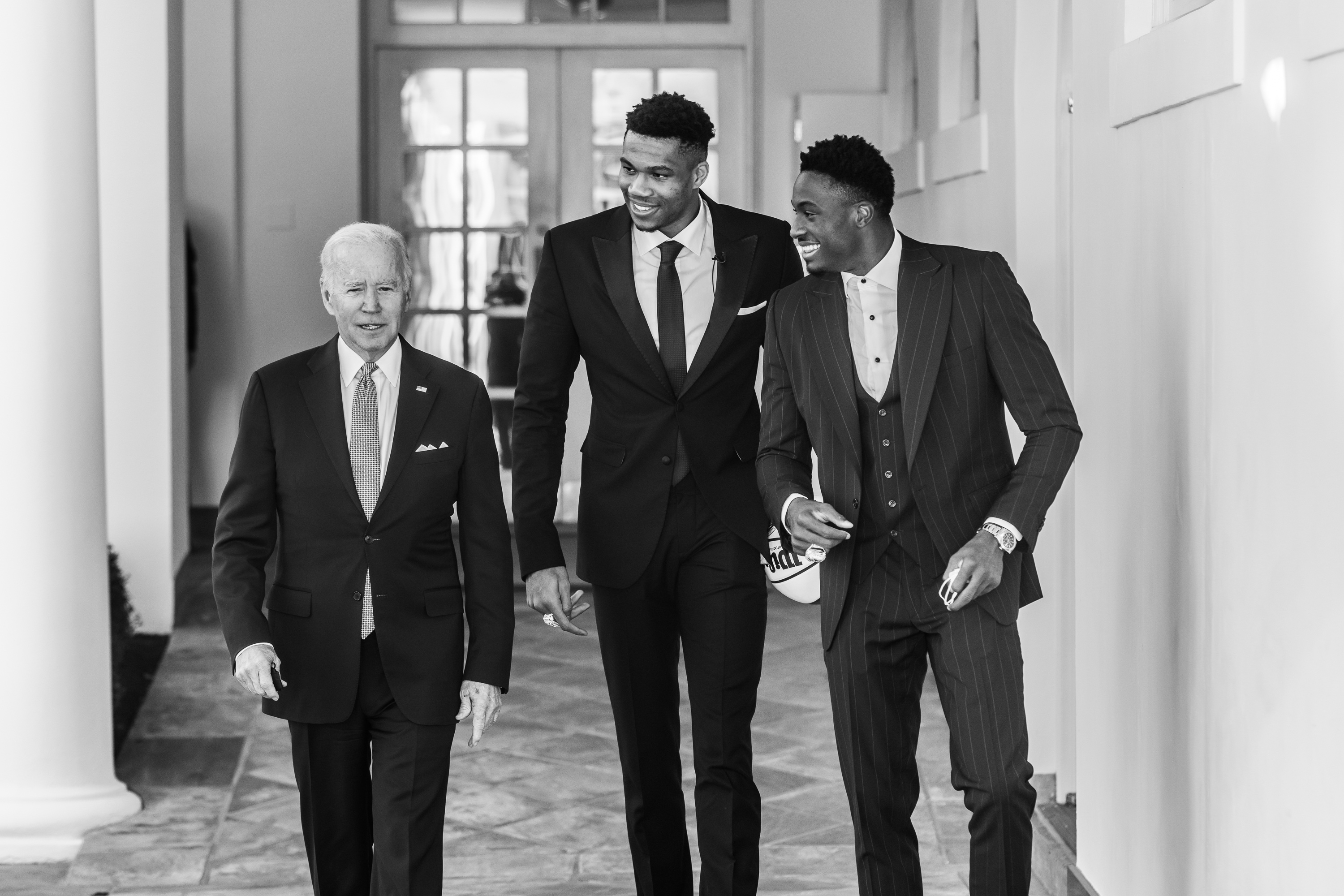
Братья Яннис (в центре) и Танасис Адетокунбо и президент США Джо Байден в ноябре 2021 года в Белом доме

Родился в Афинах в семье нигерийцев. У Адетокунбо есть второе нигерийское имя — Уго (англ. Ougko). Несмотря на происхождение, у игрока нет нигерийского гражданства. Официально получил гражданство Греции 9 мая 2013 года. Отец Чарльз умер в сентябре 2017 года в возрасте 54 лет.
У Адетокунбо два старших брата, Фрэнсис и Танасис, а также два младших брата, Костас и Алексис. Вместе с Танасисом играл за «Филатлитикос», который также был выбран для участия в матче всех звёзд. Фрэнсис профессионально занимался футболом в Нигерии, а затем также футболом и баскетболом в Греции. Все братья успели поиграть за «Филатлитикос». Танасис в настоящее время выступает за клуб «Милуоки Бакс». Костас был выбран на драфте НБА 2018 года под 60-м номером «Филадельфией Севенти Сиксерс» и обменян в «Даллас Маверикс». В сезоне 2019/2020 Костас выиграл чемпионат НБА вместе с «Лос-Анджелес Лейкерс».
Адетокунбо состоит в отношениях с Марайей Риддлсприггер. В феврале 2020 года у пары родился сын, которого назвали Лиам Чарльз Адетокунбо. 18 августа 2021 года у пары родился второй сын, которого назвали Мэйврик Шай Адетокунбо. 17 сентября 2023 года у пары родилась дочь, которую назвали Евой Брук.
Является верующим христианином и прихожанином Элладской православной церкви.
10 мая 2022 года на YouTube-канале братьев Адетокунбо AntetokounBros Tv был опубликован трейлер фильма «Взлёт» (англ. Rise), в котором представлена история семьи Адетокунбо. Фильм был показан 24 июня 2022 года на Disney+.

## Статистика

### Статистика в НБА
| Сезон   | Команда | Регулярный сезон | Регулярный сезон | Регулярный сезон | Регулярный сезон | Регулярный сезон | Регулярный сезон | Регулярный сезон | Регулярный сезон | Регулярный сезон | Регулярный сезон | Регулярный сезон | Серия плей-офф | Серия плей-офф | Серия плей-офф | Серия плей-офф | Серия плей-офф | Серия плей-офф | Серия плей-офф | Серия плей-офф | Серия плей-офф | Серия плей-офф | Серия плей-офф |
| Сезон   | Команда | GP               | GS               | MPG              | FG%              | 3P%              | FT%              | RPG              | APG              | SPG              | BPG              | PPG              | GP             | GS             | MPG            | FG%            | 3P%            | FT%            | RPG            | APG            | SPG            | BPG            | PPG            |
| ------- | ------- | ---------------- | ---------------- | ---------------- | ---------------- | ---------------- | ---------------- | ---------------- | ---------------- | ---------------- | ---------------- | ---------------- | -------------- | -------------- | -------------- | -------------- | -------------- | -------------- | -------------- | -------------- | -------------- | -------------- | -------------- |
| 2013/14 | Милуоки | 77               | 23               | 24,6             | 41,4             | 34,7             | 68,3             | 4,4              | 1,9              | 0,8              | 0,8              | 6,8              | Не участвовал  | Не участвовал  | Не участвовал  | Не участвовал  | Не участвовал  | Не участвовал  | Не участвовал  | Не участвовал  | Не участвовал  | Не участвовал  | Не участвовал  |
| 2014/15 | Милуоки | 81               | 71               | 31,4             | 49,1             | 15,9             | 74,1             | 6,7              | 2,6              | 0,9              | 1,0              | 12,7             | 6              | 6              | 33,5           | 36,6           | 0,0            | 73,9           | 7,0            | 2,7            | 0,5            | 1,5            | 11,5           |
| 2015/16 | Милуоки | 80               | 79               | 35,3             | 50,6             | 25,7             | 72,4             | 7,7              | 4,3              | 1,2              | 1,4              | 16,9             | Не участвовал  | Не участвовал  | Не участвовал  | Не участвовал  | Не участвовал  | Не участвовал  | Не участвовал  | Не участвовал  | Не участвовал  | Не участвовал  | Не участвовал  |
| 2016/17 | Милуоки | 80               | 80               | 35,6             | 52,1             | 27,2             | 77,0             | 8,8              | 5,4              | 1,6              | 1,9              | 22,9             | 6              | 6              | 40,5           | 53,6           | 40,0           | 54,3           | 9,5            | 4,0            | 2,2            | 1,7            | 24,8           |
| 2017/18 | Милуоки | 75               | 75               | 36,8             | 52,9             | 30,7             | 76,0             | 10,0             | 4,8              | 1,5              | 1,4              | 26,9             | 7              | 7              | 40,0           | 57,0           | 28,6           | 69,1           | 9,6            | 6,3            | 1,4            | 0,9            | 25,7           |
| 2018/19 | Милуоки | 72               | 72               | 32,8             | 57,8             | 25,6             | 72,9             | 12,5             | 5,9              | 1,3              | 1,5              | 27,7             | 15             | 15             | 34,3           | 49,2           | 32,7           | 63,7           | 12,3           | 4,9            | 1,1            | 2,0            | 25,5           |
| 2019/20 | Милуоки | 63               | 63               | 30,4             | 55,3             | 30,4             | 63,3             | 13,6             | 5,6              | 1,0              | 1,0              | 29,5             | 9              | 9              | 30,8           | 55,9           | 32,5           | 58,0           | 13,8           | 5,7            | 0,7            | 0,9            | 26,7           |
| 2020/21 | Милуоки | 61               | 61               | 33,0             | 56,9             | 30,3             | 68,5             | 11,0             | 5,9              | 1,2              | 1,2              | 28,1             | 21             | 21             | 38,1           | 56,9           | 18,6           | 58,7           | 12,8           | 5,1            | 1,0            | 1,2            | 30,2           |
| 2021/22 | Милуоки | 67               | 67               | 32,9             | 55,3             | 29,3             | 72,2             | 11,6             | 5,8              | 1,1              | 1,4              | 29,9             | 12             | 12             | 37,3           | 49,1           | 22,0           | 67,9           | 14,2           | 6,8            | 0,7            | 1,3            | 31,7           |
| 2022/23 | Милуоки | 63               | 63               | 32,1             | 55,3             | 27,5             | 64,5             | 11,8             | 5,7              | 0,8              | 0,8              | 31,1             | 3              | 3              | 30,5           | 52,8           | 0,0            | 45,2           | 11,0           | 5,3            | 0,3            | 0,7            | 23,3           |
| 2023/24 | Милуоки | 73               | 73               | 35,2             | 61,1             | 27,4             | 65,7             | 11,5             | 6,5              | 1,2              | 1,1              | 30,4             | Не участвовал  | Не участвовал  | Не участвовал  | Не участвовал  | Не участвовал  | Не участвовал  | Не участвовал  | Не участвовал  | Не участвовал  | Не участвовал  | Не участвовал  |
|         | Всего   | 792              | 727              | 32,8             | 54,5             | 28,6             | 70,2             | 9,8              | 4,9              | 1,1              | 1,2              | 23,4             | 79             | 79             | 36,1           | 52,7           | 26,1           | 61,8           | 12,0           | 5,2            | 1,0            | 1,3            | 26,6           |

#### Трипл-даблы (17)
17 в регулярных сезонах
| №  | Сезон   | Дата        | Клуб         | Соперник                | Счёт    | Минуты | Очки | Подборы | Передачи | Прхв | БШ | Ссылка |
| 1  | 2015/16 | 22 фев 2016 | Милуоки Бакс | Лос-Анджелес Лейкерс    | 108-101 | 42     | 27   | 12      | 10       | 3    | 4  |        |
| 2  | 2015/16 | 29 фев 2016 | Милуоки Бакс | Хьюстон Рокетс          | 128-121 | 42     | 18   | 16      | 11       | 4    | 2  |        |
| 3  | 2015/16 | 6 мар 2016  | Милуоки Бакс | Оклахома-Сити Тандер    | 96-104  | 42     | 26   | 12      | 10       | 3    | 4  |        |
| 4  | 2015/16 | 13 мар 2016 | Милуоки Бакс | Бруклин Нетс            | 109-100 | 41     | 28   | 11      | 14       | 4    | 2  |        |
| 5  | 2015/16 | 1 апр 2016  | Милуоки Бакс | Орландо Мэджик          | 113-100 | 39     | 18   | 11      | 11       | 2    | 3  |        |
| 6  | 2016/17 | 21 ноя 2016 | Милуоки Бакс | Орландо Мэджик (2)      | 93-89   | 39     | 21   | 11      | 10       | 5    | 3  |        |
| 7  | 2016/17 | 7 дек 2016  | Милуоки Бакс | Портленд Трэйл Блэйзерс | 115-107 | 40     | 15   | 12      | 11       | 2    | 4  |        |
| 8  | 2016/17 | 10 апр 2017 | Милуоки Бакс | Шарлотт Хорнетс         | 89-79   | 36     | 10   | 11      | 10       | 0    | 1  |        |
| 9  | 2017/18 | 15 фев 2018 | Милуоки Бакс | Денвер Наггетс          | 123-134 | 39     | 36   | 11      | 13       | 0    | 3  |        |
| 10 | 2018/19 | 24 окт 2018 | Милуоки Бакс | Филадельфия 76ers       | 123-108 | 37     | 32   | 18      | 10       | 2    | 3  |        |
| 11 | 2018/19 | 4 ноя 2018  | Милуоки Бакс | Сакраменто Кингз        | 144-109 | 30     | 26   | 15      | 11       | 1    | 1  |        |
| 12 | 2018/19 | 30 дек 2018 | Милуоки Бакс | Бруклин Нетс (2)        | 129-115 | 34     | 31   | 10      | 10       | 2    | 3  |        |
| 13 | 2018/19 | 16 янв 2019 | Милуоки Бакс | Майами Хит              | 124-86  | 25     | 12   | 10      | 10       | 3    | 0  |        |
| 14 | 2018/19 | 14 фев 2019 | Милуоки Бакс | Индиана Пэйсерс         | 106-97  | 38     | 33   | 19      | 11       | 2    | 1  |        |
| 15 | 2022/23 | 5 ноя 2022  | Милуоки Бакс | Миннесота Тимбервулвз   | 102-115 | 34     | 26   | 14      | 11       | 0    | 0  |        |
| 16 | 2022/23 | 5 янв 2023  | Милуоки Бакс | Торонто Рэпторс         | 101-104 | 40     | 30   | 21      | 10       | 0    | 1  |        |
| 17 | 2022/23 | 5 фев 2023  | Милуоки Бакс | Майами Хит              | 123-115 | 36     | 35   | 15      | 11       | 1    | 1  |        |